# Снохино (Пензенская область)
Снохино — деревня в Вадинском районе Пензенской области. Входит в состав Рахмановского сельсовета.

## География
Деревня расположена в северо-западной части области на расстоянии примерно в 16 километрах по прямой к западу-юго-западу от районного центра Вадинска.
Часовой пояс
Деревня Снохино как и вся Пензенская область, находится в часовой зоне МСК (московское время). Смещение применяемого времени относительно UTC составляет +3:00.

## Население
| 2010 |
| ---- |
| 1    |

Национальный состав
Согласно результатам переписи 2002 года, в национальной структуре населения русские составляли 100 % из 39 чел..